# ذا فلاش (فلم)
ذا فلاش (بالإنجليزية: The Flash) هو فيلم بطل خارق أمريكي، مبني على شخصية تحمل نفس الاسم من ابتكار دي سي كومكس. والفيلم من إخراج أندريس موسكيتي وبطولة عزرا ميلر، و‌بن أفليك، و‌مايكل كيتون، و‌ساشا كالي، و‌كيرسي كليمونس، و‌ماريبل بيردو، و‌رون ليفينجستون. عُرض الفيلم في 16 يونيو 2023 في الولايات المتحدة، و15 يونيو 2023 في الشرق الأوسط.

## روابط خارجية
- الموقع الرسمي
- مقالات تستعمل روابط فنية بلا صلة مع ويكي بيانات

لا توجد روابط لمواقع التواصل الاجتماعي.